# 陳玉安
陳玉安（1895年12月27日—1941年8月17日），又名陳加走，人叫加走、加走先（先是尊稱），曾用藝名陳三儀，日治台灣台北州新莊郡（現新北市新莊區）人，台灣歌仔戲劇作家、演員、導演、琴師、音樂指導、教育工作者，歌仔戲奠基人，也能編作和演唱車鼓戲，生行、丑行、淨行、旦行都能，尤工生行，還曾習南管、北管。
父陳馬水，母張硯，子陳阿坤、陳天來，元配張招治（招弟，藝名張阿金、阿金，工旦行）故去後娶許春梅（錦梅，藝名許阿杏、阿杏，工旦行）。
與師兄汪思明、溫紅塗在台灣唱歌仔戲走紅，應邀錄製大量歌仔戲和歌仔曲唱片，並應聘巡迴全台各地教戲，是台南大舞台丹桂社和台北新舞台新舞社最主要的編導，也教過新莊如意社。
編劇（兼導演、領銜主演）的歌仔戲唱片非常多，也善長編曲、奏樂和自彈自唱、自拉自唱，21世紀台灣政府機關重出了他編劇、導演、主演的《審郭槐》、《包公審梅花》、《白虎堂》等戲和編作、主奏、主唱的《煙花勸世》歌仔曲等多套歷史錄音。
中國廈門歌仔戲演員盧培森向台灣藝術研究所回憶：師父溫紅塗，師伯汪思明，師叔陳玉安（人叫加走）。
汪思明、溫紅塗、陳玉安合作錄製了許多歌仔戲唱片。